# Sida gracilipes
Sida gracilipes är en malvaväxtart som beskrevs av Henry Hurd Rusby. Sida gracilipes ingår i släktet sammetsmalvor, och familjen malvaväxter. Inga underarter finns listade i Catalogue of Life.